# Liste der Baudenkmäler in Tönisvorst
Die Liste der Baudenkmäler in Tönisvorst enthält die denkmalgeschützten Bauwerke auf dem Gebiet der Stadt Tönisvorst im Kreis Viersen in Nordrhein-Westfalen (Stand: September 2011). Diese Baudenkmäler sind in der Denkmalliste der Stadt Tönisvorst eingetragen; Grundlage für die Aufnahme ist das Denkmalschutzgesetz Nordrhein-Westfalen (DSchG NRW).

| Bild                                                | Bezeichnung | Lage                                                            | Beschreibung | Bauzeit                       | Eingetragen seit   | Denkmal- nummer |
| --------------------------------------------------- | --- | --------------------------------------------------------------- | --- | ----------------------------- | ------------------ | --------------- |
| weitere Bilder                                      | Wasserturm | St. Tönis Am Wasserturm 54, 47918 Tönisvorst Karte              | 8- geschossiger polygonaler Backsteinbau mit bekrönendem Gesims und zwei sich zurückstufenden Dachgeschossen./1920. | 1920                          | 11. Januar 1984    | 16              |
| weitere Bilder                                      | Wegekapelle und Linde                                                                                                 | Vorst Anrather Straße neben Haus Nr. 45, 47918 Tönisvorst Karte | Backsteinbau auf quadratischem Grundriss mit großer Lisenengliederung, Hohlfigur der Madonna mit Kind; datiert im Keilstein 1896. | 1896                          | 7. Dezember 1983   | 15              |
| weitere Bilder                                      | Wegestock | Vorst Clörath 82, 47918 Tönisvorst Karte                        | Wegestock aus dem 18. Jh., Backsteingebäude mit tiefer Nische und Sattel, im 20. Jh. rauverputzt. | 18. Jh.                       | 23. November 1983  | 13              |
| weitere Bilder                                      | Fachwerkhaus | Vorst Dellstraße 9, 47918 Tönisvorst Karte                      | Fachwerkhaus aus dem 18. Jh., dessen Gefäche später mit Zierbackstein ergänzt wurde. | 18. Jh.                       | 22. August 1984    | 20              |
| weitere Bilder                                      | Buschhüter-Haus | St. Tönis Feldstraße 102, 47918 Tönisvorst Karte                | Doppelhaushälfte Landarbeiterhaus. | 1938                          | 13. Juni 1995      | 59              |
| weitere Bilder                                      | Buschhüter-Haus | St. Tönis Feldstraße 104, 47918 Tönisvorst Karte                | Doppelhaushälfte Landarbeiterhaus. | 1938                          | 13. Juni 1995      | 60              |
| weitere Bilder                                      | Grabmal von 1844 (St. Cornelius)                                                                                      | St. Tönis Alter Friedhof an der Kirche, 47918 Tönisvorst Karte  | Grabmal mit verziertem Turmaufbau und glattem Kreuz. | 1844                          | 16. Februar 1987   | 51              |
| weitere Bilder                                      | Grabmal von 1876 (St. Cornelius)                                                                                      | St. Tönis Alter Friedhof an der Kirche, 47918 Tönisvorst Karte  | Grabmal mit Figur und glattem Turm sowie glattem Kreuz. | 1876                          | 16. Februar 1987   | 52              |
| weitere Bilder                                      | Grabmal von 1952 (St. Cornelius)                                                                                      | St. Tönis Alter Friedhof an der Kirche, 47918 Tönisvorst Karte  | Grabmal mit hohem Sockel und schlichtem Kreuz. | 1852                          | 16. Februar 1987   | 53              |
| weitere Bilder                                      | Grabmal von 1919 (St. Cornelius)                                                                                      | St. Tönis Friedhof am Westring, 47918 Tönisvorst Karte          | Grabmal mit Figur „Wanderer“. | 1919                          | 16. Februar 1987   | 54              |
| weitere Bilder                                      | Mausoleum, Grabsteine und Grabplatten                                                                                 | St. Tönis Friedhof am Westring, 47918 Tönisvorst Karte          | Mausoleum aus Muschelkalk und Grabsteine sowie zwei Grabkreuze Baugenehmigung von 1910 liegt vor. | 1910                          | 19. Dezember 1986  | 50              |
| weitere Bilder                                      | Priestergruft | Vorst Friedhof Vorst, 47918 Tönisvorst Karte                    | 4-stellige Gruft mit Grabplatten, 1-stellige Gruft mit Grabmal in turmartigem Aufbau und Kelch. | 1880                          | 25. November 1986  | 48              |
| weitere Bilder                                      | Grabkammer mit Betonkreuz                                                                                             | Vorst Friedhof Vorst, 47918 Tönisvorst Karte                    | Grabkammer aus dem Jahre 1908 mit großem Betonkreuz. | 1908                          | 14. April 1987     | 55              |
| weitere Bilder                                      | Grabmal | Vorst Friedhof Vorst, 47918 Tönisvorst Karte                    | Grabmal mit aufstehender Figur aus 1860. | 1860                          | 25. November 1986  | 49              |
| weitere Bilder                                      | Jüdischer Friedhof Vorst                                                                                              | Vorst Gotthardusweg, 47918 Tönisvorst Karte                     | Der Friedhof wurde in den 1860er Jahren angelegt, eine Belegung ist bis 1938 nachgewiesen. Alle Grabsteine wurden Anfang der 1940er Jahre abgeräumt. | 1861                          | 11. Juni 2008      | 64              |
| Fachwerkgerüst                                      | Fachwerkgerüst | Vorst Hahnenweide 28, 47918 Tönisvorst Karte                    | Fachwerkgerüst in einem Hallenbau. | 17. Jh.                       | 16. September 1993 | 57              |
| weitere Bilder                                      | Götschkeshof | Vorst Hauptstraße 42, 47918 Tönisvorst Karte                    | 4-flügelige geschlossene Hofanlage mit 2-geschossigem Wohnhaus 1903. | 1903                          | 9. April 1985      | 25              |
| weitere Bilder                                      | „Haus Brempt“ | Vorst Haus Brempt 1, 47918 Tönisvorst Karte                     | Spätgotisches Herrenhaus, 17./18. Jh. in 2-geschossiger Bauweise in 4 : 2 Achsen, Sandsteingewände, einschließlich Grabenanlage. | 17./18. Jh.                   | 21. September 1984 | 21              |
| weitere Bilder                                      | Haus Donk | Vorst Haus Donk 2, 47918 Tönisvorst Karte                       | 2. Hälfte des 15. Jh./Anfang 16. Jh., 2-geschossiges Herrenhaus mit nicht durchgezogenen Achsen, Rundturm mit vorgesetztem Zeltdach, Backstein mit Ankersplinten. | 2. Hälfte des 15. Jh.         | 2. August 1984     | 19              |
| weitere Bilder                                      | Haus Neersdonk | Vorst Haus Neersdonk 1, 47918 Tönisvorst Karte                  | Ehemaliger, wasserumwehrter spätgotischer Herrensitz. 2- geschossig mit hohem Sockel, Backstein verputzt, mit barocken Hauben, Ankersplinte mit Jahreszahl 1667 | 1167                          | 12. Oktober 1981   | 4               |
| weitere Bilder                                      | Wirtschaftsgebäude Haus Neersdonk                                                                                     | Vorst Haus Neersdonk 1, 47918 Tönisvorst Karte                  | Wirtschaftsgebäude und Tordurchfahrt von 1755, 1908 und 1940 | 1755                          | 22. November 1985  | 35              |
| weitere Bilder                                      | Haus Raedt | Vorst Haus Raedt 1, 47918 Tönisvorst Karte                      | 17. Jh. und später ehemaliger spätgotischer Herrensitz, Herrenhaus 2-geschossig in 3 Achsen mit Rundbogenfenster und Treppengiebel an der Eingangsfassade, 6-eckiger 3-geschossiger Backsteinberfes einschl. Grabenanlage.                                                 | 17. Jh.                       | 28. Februar 1983   | 9               |
| weitere Bilder                                      | Wohn- und Geschäftshaus                                                                                               | St. Tönis Hochstraße 21, 47918 Tönisvorst Karte                 | 1857 erbautes 3-geschossiges Backsteinhaus mit kleinem Quergiebel. | 1857                          | 25. Mai 1982       | 6               |
| weitere Bilder                                      | Wohn- und Geschäftshaus                                                                                               | St. Tönis Hochstraße 63, 47918 Tönisvorst Karte                 | Anfang des Jh. entstandenes 2-geschossiges Backsteinhaus in 3 breiten Achsen. Werkstein-Schmuckformen über den Fenstern und die in neugotischer Manier verzierten Dachgauben sind besonders erhaltenswert.                                                                 | Anfang des 19. Jh.            | 28. April 1981     | 1               |
| weitere Bilder                                      | Wohn- und Geschäftshaus                                                                                               | St. Tönis Hochstraße 65 + 67, 47918 Tönisvorst Karte            | Anfang 19. Jh. Backstein, 2-geschossig, Doppelhaus mit Mezzanin in 9 : 2 Achsen mit Krüppelwalmdach; rückwärtig 1-geschossiger Anbau, Haustüren aus der Jahrhundertwende.                                                                                                  | Anfang des 19. Jh.            | 23. November 1983  | 14              |
| weitere Bilder                                      | Wohnhaus | St. Tönis Hospitalstraße 9, 47918 Tönisvorst Karte              | 2- geschossiges Wohngebäude, Außenwände in Backstein mit Liseneneingliederung, Fuß- und Krüppelwalmdach, vorspringender überdachter Eingangsbereich, geplant und errichtet 1932 von dem Architekten Karl Buschhütter.                                                      | 1932                          | 17. Juli 1984      | 18              |
| weitere Bilder                                      | Bronze-Glocke | St. Tönis Hülser Straße 57a, 47918 Tönisvorst Karte             | Bronze-Glocke im Glockenturm ev. Kirche. | um 1500                       | 10. Oktober 1994   | 58              |
| weitere Bilder                                      | Overingshof | Vorst Hüserheide 52, 47918 Tönisvorst Karte                     | Wesentliche charakteristische Merkmale, 4-flügelige Backsteinhofanlage mit 2-geschossigem Wohnhaus in 3 : 4 Achsen, seitlich 2-geschossiger Mittelerker, Eckachse 3-geschossig. 1897/1898.                                                                                 | 1897/1898                     | 31. Mai 1983       | 11              |
| weitere Bilder                                      | Koitzhof | Vorst Huverheide 20, 47918 Tönisvorst Karte                     | 1731; Ende 19. Jh. mehrflügelige Backsteinhofanlage, Wohnhaus 1-geschossig in nicht durchgezogenen Achsen, teils Fachwerk, Scheunentrakte einschließlich Torgebäude Fachwerk oder Backstein.                                                                               | 1731                          | 9. April 1985      | 24              |
| weitere Bilder                                      | Wegekapelle | Vorst Huverheide 30, 47918 Tönisvorst Karte                     | Backsteinbau, Ende 19. Jh. verputzt, Schweifgiebel und Zackenfried, Inschrift im Giebel. | Ende des 19. Jh.              | 13. Januar 1986    | 41              |
| weitere Bilder                                      | Hofanlage „Klein Klaus“                                                                                               | Vorst Kehn 21, 47918 Tönisvorst Karte                           | Anfang 19. Jh., 4-flügelige Backsteinhofanlage mit 2-geschossigem Wohnhaus. | Anfang des 19. Jh.            | 15. April 1985     | 28              |
| weitere Bilder                                      | Wegekapelle im Feld („Gotthardus-Kapelle“)                                                                            | Vorst Gelles Kirchweg, 47918 Tönisvorst Karte                   | Backsteinbau auf rechteckigem Grundriss mit Satteldach, Jahreszahl 1722 in Ankersplinten an den Seiten. | 1722                          | 13. Januar 1986    | 39              |
| weitere Bilder                                      | Spritzenhaus Feuerwehr                                                                                                | Vorst Kehn 52a, 47918 Tönisvorst Karte                          | Ehemaliges Feuerwehrgerätehaus. | 1722                          | 9. November 2000   | 61              |
| weitere Bilder                                      | Hofanlage „Reinershof“                                                                                                | Vorst Kehn 62, 47918 Tönisvorst Karte                           | 4-flügelige Backsteinhofanlage, Wohnhaus 2-geschossig in 5 Achsen mit Liseneneingliederung. | 1886                          | 16. April 1984     | 31              |
| weitere Bilder                                      | „Berfes Gelleshof“ und Grabenanlage                                                                                   | Vorst Kehn 65, 47918 Tönisvorst Karte                           | Berfes einschließlich Grabenanlage Ende 16. Jh./1719 | Ende des 16. Jh., 1719        | 9. April 1985      | 27              |
| weitere Bilder                                      | „Gelleshof“ und Grabenanlage                                                                                          | Vorst Kehn 67, 47918 Tönisvorst Karte                           | Wohngebäude einschließlich Stall- und Torgebäude sowie Grabenanlage 1719/19. Jh. | 1719                          | 9. April 1985      | 26              |
| weitere Bilder                                      | Wegekreuz | Vorst Kehner Weg, 47918 Tönisvorst Karte                        | Kreuz aus Blaustein, Sockel mit Inschrift, Muschelnische, Kreuz mit Metallkorpus, 1811 erneuert. | 1706, 1811                    | 13. Januar 1986    | 40              |
| weitere Bilder                                      | Groß Lind | Vorst Kehner Weg 144, 47918 Tönisvorst Karte                    | Rundscheune, Herrenhaus und Berfes mit anschließenden Stallgebäuden, ehemaliges Wohnhaus neben dem Herrenhaus und die Parkanlage. 18. Jh. | 18. Jh.                       | 5. Juli 1984       | 12              |
| weitere Bilder                                      | Pfarrkirche St. Cornelius                                                                                             | St. Tönis Kirchplatz, 47918 Tönisvorst Karte                    | 3-schiffige neugotische Backsteinbasilika mit polygonalem Chor, Querhaus mit vorgesetztem Westturm (1483, 1642) mit neuromanischer Gliederung, neugotische Ausstattung teilweise erhalten.                                                                                 | 1483, 1642                    | 28. Mai 1986       | 46              |
| Bildstock                                           | Bildstock | St. Tönis Kirchplatz 17, 47918 Tönisvorst Karte                 | Bildstock mit Nische 15. Jh. | 15. Jh.                       | 5. September 1985  | 32              |
| weitere Bilder                                      | Wohnhaus und 2- geschossige Hallen                                                                                    | St. Tönis Kirchstraße 14, 47918 Tönisvorst Karte                | Im Jahre 1745 errichtetes barockes Backsteinhaus. Tordurchfahrt aus der 2. Hälfte des 19. Jh. zu den rückwärtig sich anschließenden 2-geschossigen Backsteingebäuden. | 1745                          | 3. August 1981     | 2               |
| weitere Bilder                                      | Wegestock | Vorst Kokenstraße, 47918 Tönisvorst Karte                       | Wegestock verputzter Backstein, Satteldach mit geschweiftem Giebel sowie Pieta aus Gips. | unbekannt                     | 13. Januar 1986    | 38              |
| weitere Bilder                                      | Jüdischer Friedhof St. Tönis                                                                                          | St. Tönis Krefelder Straße, 47918 Tönisvorst Karte              | Die jüdische Gemeinde St. Tönis entstand im 18. Jahrhundert, der Friedhof (an der Krefelder Straße) wurde vermutlich vom 19. bis Anfang des 20. Jahrhunderts belegt. Sämtliche Grabsteine sind vor oder nach 1945 abgeräumt worden, es existiert nur noch eine Grünfläche. | Mitte des 19. Jahrhunderts    | 11. Juni 2008      | 63              |
| weitere Bilder                                      | Alte Kaplanei | Vorst Kuhstraße 13, 47918 Tönisvorst Karte                      | Ende 18. Jh. Wohnhaus 2-geschossig in 5 Achsen, verputzt mit Werksteinsohlbänken und Werksteinumrandung der Tür, rechts und links flankierende, 1-geschossige verputzte Backsteinbauten mit Walmdach.                                                                      |                               |                    | 5               |
| weitere Bilder                                      | Pfarrkirche St. Godehard                                                                                              | Vorst Markt 1, 47918 Tönisvorst Karte                           | 3-schiffige neugotische Backstein-Hallenkirche mit Querschiff, polygonalem Chor und vorgesetztem Westturm; Baujahr 1895/96. | 1895/1896                     | 20. Februar 1986   | 45              |
| weitere Bilder                                      | Fachwerkhaus | Vorst Markt 7, 47918 Tönisvorst Karte                           | 2-geschossiges Fachwerkhaus aus dem 17. Jh. mit vorkragendem Obergeschoss, nicht durchgezogene Achsen und ein Walmdach. | 1580                          | 5. März 1985       | 22              |
| Splitterschutzzelle (Einmannbunker)                 | Splitterschutzzelle (Einmannbunker)                                                                                   | St. Tönis Maysweg 6, 47918 Tönisvorst Karte                     | Etwa mannshoher Betonkörper in Fingerhutform. | unbekannt                     | 19. Dezember 2007  | 62              |
| weitere Bilder                                      | Windmühle einschließlich Nebengebäude                                                                                 | St. Tönis Nordring 96, 47918 Tönisvorst Karte                   | 1769 errichtete Windmühle- genannt Streuffmühle- besteht aus einem konischen Mühlenturm mit umgebender Backsteingalerie und Resten der technischen Ausstattung sowie den zugehörigen Nebengebäuden.                                                                        | 1769                          | 28. September 1981 | 3               |
| weitere Bilder                                      | Rathaus | St. Tönis Rathausplatz 1/Hochstraße 20a, 47918 Tönisvorst Karte | 3-geschossiges Gebäude, errichtet um 1900 in 5 : 2 Achsen, Putzfassade mit Pilasterordnung und übergiebelter Säulenvorhalle, Walmdach mit Dachreiter. | um 1900                       | 12. April 1983     | 10              |
| weitere Bilder                                      | Wohn- und Geschäftshaus                                                                                               | St. Tönis Rathausplatz 4, 47918 Tönisvorst Karte                | Mitte 19. Jh. errichtetes 3-geschossiges Wohn- und Geschäftshaus. Originales äußeres Erscheinungsbild beider Fassaden, Ziegelsichtigkeit, Traufgesims, Fensteröffnungen mit Sohlbänken und -teilungen, Haustür und Sockel.                                                 | Mitte des 19. Jh.             | 25. Mai 1982       | 7               |
| weitere Bilder                                      | Hofanlage „Busch Hof“                                                                                                 | Vorst Schmitzheide 10, 47918 Tönisvorst Karte                   | 4-flügelige Backsteinhofanlage, Wohnhaus 2-geschossig in 5 Achsen 1857. | 1857                          | 15. April 1985     | 30              |
| weitere Bilder                                      | Wegekapelle | Vorst Schmitzheide 4, 47918 Tönisvorst Karte                    | Rechteckiges Wegekapellchen 19. Jh., mit großer Nische, gerahmt von Pilastern mit Rundbogen, Sandstein verputzt. | 19. Jh.                       | 13. Januar 1986    | 42              |
| weitere Bilder                                      | Verwaltungsgebäude Vorst                                                                                              | Vorst St. Töniser Straße 8, 47918 Tönisvorst Karte              | Anfang 20. Jh., 2-geschossiges Backsteingebäude mit flachem Mittelrisalit in Renaissance-Schmuckform mit großem Portal, Backsteinverzierungen. | Anfang des 20. Jh.            | 28. März 1984      | 17              |
| weitere Bilder                                      | Wohngebäude und Wirtschaftstrakt                                                                                      | St. Tönis Steinheide 6 und Baumbestand, 47918 Tönisvorst Karte  | Ehemaliges Wohnstallhaus um 1800, im 19. Jh. zur mehrflügeligen Hofanlage erweitert. | 1800                          | 22. November 1985  | 36              |
| Fachwerkscheune                                     | Fachwerkscheune | St. Tönis Stiegerheide 40, 47918 Tönisvorst Karte               | Fachwerkscheune Mitte 18. Jh., mit regelmäßigen Kopfstrebenanordnungen, Backsteingefache mit Verzierungen, Krüppelwalmdach. | Mitte des 18. Jh.             | 13. Januar 1986    | 44              |
| weitere Bilder                                      | Hofanlage „Routenburg“ einschl. Grabanlage                                                                            | Vorst Stiegerheide 5, und Gerätehaus, 47918 Tönisvorst Karte    | Ende 19. Jh., 4-flügelige Backsteinhofanlage mit 2-geschossigem Wohnhaus, Mansarddach mit Laternenaufbau, Scheunentrakte und Gerätehaus. | Ende des 19. Jh.              | 15. April 1985     | 29              |
| weitere Bilder                                      | Kreuzwegstationen im Stadtteil Vorst 1. Station: Jesus wird zum Tode verurteilt                                       | Vorst Kuhstraße 28, 47918 Tönisvorst Karte                      | Kreuzwegstation in Backstein oder Werkstein, teilweise mit Inschrifttafeln oder gefassten Terrakottaplatten | unbekannt                     | 13. Januar 1986    | 37 (a)          |
| weitere Bilder                                      | Kreuzwegstationen im Stadtteil Vorst 2. Station: Jesus nimmt das Kreuz auf seine Schultern                            | Vorst Oedter Straße 11, 47918 Tönisvorst Karte                  | wie vor | unbekannt                     | wie vor            | 37 (b)          |
| weitere Bilder                                      | Kreuzwegstationen im Stadtteil Vorst 3. Station: Jesus fällt zum ersten Mal unter dem Kreuz                           | Vorst Gotthardusweg 1a, 47918 Tönisvorst Karte                  | wie vor | unbekannt                     | wie vor            | 37 (c)          |
| weitere Bilder                                      | Kreuzwegstationen im Stadtteil Vorst 4. Station: Jesus begegnet seiner Mutter                                         | Vorst Hecke 22, 47918 Tönisvorst Karte                          | wie vor | unbekannt                     | wie vor            | 37 (d)          |
| weitere Bilder                                      | Kreuzwegstationen im Stadtteil Vorst 5. Station: Simon von Zyrene hilft Jesus das Kreuz zu tragen                     | Vorst Hecke 18, 47918 Tönisvorst Karte                          | wie vor | unbekannt                     | wie vor            | 37 (e)          |
| weitere Bilder                                      | Kreuzwegstationen im Stadtteil Vorst 6. Station: Veronika reicht Jesus das Schweißtuch                                | Vorst Heckenpfad, 47918 Tönisvorst Karte                        | wie vor | unbekannt                     | wie vor            | 37 (f)          |
| weitere Bilder                                      | Kreuzwegstationen im Stadtteil Vorst 7. Station: Jesus fällt zum zweiten Mal unter dem Kreuz                          | Vorst Hahnenweide 1, 47918 Tönisvorst Karte                     | wie vor | unbekannt                     | wie vor            | 37 (g)          |
| weitere Bilder                                      | Kreuzwegstationen im Stadtteil Vorst 8. Station: Jesus begegnet den weinenden Frauen                                  | Vorst Hahnenweide, 47918 Tönisvorst Karte                       | wie vor | unbekannt                     | wie vor            | 37 (h)          |
| weitere Bilder                                      | Kreuzwegstationen im Stadtteil Vorst 9. Station: Jesus fällt zum dritten Mal unter dem Kreuz                          | Vorst Hahnenweide, 47918 Tönisvorst Karte                       | wie vor | unbekannt                     | wie vor            | 37 (i)          |
| weitere Bilder                                      | Kreuzwegstationen im Stadtteil Vorst 10. Station: Jesus wird seiner Kleider beraubt                                   | Vorst Hahnenweide, 47918 Tönisvorst Karte                       | wie vor | unbekannt                     | wie vor            | 37 (j)          |
| weitere Bilder                                      | Kreuzwegstationen im Stadtteil Vorst 11. Station: Jesus wird ans Kreuz genagelt                                       | Vorst Haus Raedt 1, 47918 Tönisvorst Karte                      | wie vor | unbekannt                     | wie vor            | 37 (k)          |
| weitere Bilder                                      | Kreuzwegstationen im Stadtteil Vorst 12. Station: Jesus stirbt am Kreuz                                               | Vorst Kempener Straße 18, 47918 Tönisvorst Karte                | wie vor | unbekannt                     | wie vor            | 37 (l)          |
| weitere Bilder                                      | Kreuzwegstationen im Stadtteil Vorst 13. Station: Jesus wird vom Kreuz genommen und in den Schoß seiner Mutter gelegt | Vorst Markt 1, 47918 Tönisvorst Karte                           | wie vor | unbekannt                     | wie vor            | 37 (m)          |
| weitere Bilder                                      | Kreuzwegstationen im Stadtteil Vorst 14. Station: Der heilige Leichnam Jesu wird ins Grab gelegt                      | Vorst Markt 1, 47918 Tönisvorst Karte                           | wie vor | unbekannt                     | wie vor            | 37 (n)          |
| weitere Bilder                                      | Hofanlage „Meerhof“                                                                                                   | St. Tönis Unterweiden 114, 47918 Tönisvorst Karte               | 2-geschossiges Berfes, Vierseithof Backsteinhofanlage 1727/1897. | 1727/1897                     | 30. Oktober 1985   | 34              |
| weitere Bilder                                      | Hofanlage Breymes | St. Tönis Unterweiden 120, 47918 Tönisvorst Karte               | Vierseithof aus Backstein, Gebäude aus 1851–1858. | 1851–1858                     | 12. Januar 1988    | 56              |
| weitere Bilder                                      | Fußfallstationen in St. Tönis                                                                                         | St. Tönis Verschiedene Straßen, 47918 Tönisvorst Karte          | Gebäude in Backstein, teilweise mit Figuren ausgestattet. | 19. Jh.                       | 13. Januar 1986    | 43              |
| weitere Bilder                                      | Wegekreuz | St. Tönis Viersener Straße, 47918 Tönisvorst Karte              | Wegekreuz mit Sandstein Datierung 1880. Derzeit steht nur noch der Sockel, über eine Restaurierung wird noch beraten. | 1880                          | 2. Juli 1986       | 47              |
| Hofanlage „Kröntscheshof“                           | Hofanlage „Kröntscheshof“                                                                                             | St. Tönis Viersener Straße 145, 47918 Tönisvorst Karte          | 1886, 4-flügelige, geschlossene Hofanlage mit 2-geschossigem Wohnhaus in 5 Achsen. | 1886                          | 16. April 1985     | 33              |
| Wohnhaus aus der ersten Hälfte des 19. Jahrhunderts | Wohnhaus aus der ersten Hälfte des 19. Jahrhunderts                                                                   | St. Tönis Kirchplatz 10, 47918 Tönisvorst Karte                 | Wohnhaus, Teil der geschlossenen Randbebauung des runden Kirchplatzes; traufständig, zweigeschossig, Satteldach; 7 Achsen, zwei Eingänge; Fenster ohne Rahmung mit typischer Kreuzteilung; Haupteingang mit alter Holztür und Blausteinrahmung; Gewölbekeller              | ersten Hälfte 19. Jahrhundert | 12. Juli 2021      | 67              |